# Selim Tataroğlu
Selim Tataroğlu (24 de abril de 1972) es un deportista turco que compitió en judo. Ganó cuatro medallas en el Campeonato Mundial de Judo entre los años 1995 y 2001, y doce medallas en el Campeonato Europeo de Judo entre los años 1994 y 2004.
Participó en tres Juegos Olímpicos de Verano entre los años 1996 y 2004, su mejor actuación fue un quinto puesto logrado en Sídney 2000 en la categoría de +100 kg.

## Palmarés internacional
| Campeonato Mundial | Campeonato Mundial       | Campeonato Mundial | Campeonato Mundial |
| Año                | Lugar                    | Medalla            | Categoría          |
| ------------------ | ------------------------ | ------------------ | ------------------ |
| 1995               | Chiba (Japón)            | Medalla de bronce  | Abierta            |
| 1999               | Birmingham (Reino Unido) | Medalla de plata   | Abierta            |
| 1999               | Birmingham (Reino Unido) | Medalla de bronce  | +100 kg            |
| 2001               | Múnich (Alemania)        | Medalla de plata   | +100 kg            |
| Campeonato Europeo |                          |                    |                    |
| Año                | Lugar                    | Medalla            | Categoría          |
| 1994               | Gdańsk (Polonia)         | Medalla de bronce  | +95 kg             |
| 1996               | La Haya (Países Bajos)   | Medalla de plata   | Abierta            |
| 1996               | La Haya (Países Bajos)   | Medalla de bronce  | +95 kg             |
| 1997               | Ostende (Bélgica)        | Medalla de oro     | +95 kg             |
| 1997               | Ostende (Bélgica)        | Medalla de bronce  | Abierta            |
| 1998               | Oviedo (España)          | Medalla de oro     | Abierta            |
| 1998               | Oviedo (España)          | Medalla de bronce  | +100 kg            |
| 1999               | Bratislava (Eslovaquia)  | Medalla de oro     | Abierta            |
| 1999               | Bratislava (Eslovaquia)  | Medalla de bronce  | +100 kg            |
| 2000               | Breslavia (Polonia)      | Medalla de plata   | Abierta            |
| 2001               | París (Francia)          | Medalla de bronce  | +100 kg            |
| 2004               | Bucarest (Rumania)       | Medalla de oro     | +100 kg            |